# Villa Quartara
 (janvier 2023).
La villa Doria Spinola Quartara ou simplement la villa Quartara est une résidence noble historique située dans le quartier Quarto dei Mille, à Gênes. Entouré d'un grand parc, le bâtiment abrite également le centre international d'études et de formation Germana Gaslini de l'Institut Giannina Gaslini.

## Histoire
Une première villa avait été construite à la fin du XIVe siècle, mais fut reconstruite vers le milieu du XVe siècle par la famille Castagna.
Au fil des siècles, elle a eu différents propriétaires, dont les familles Doria et Spinola et a subi diverses transformations au fil du temps, la plus importante par les Spinola au XVIIIe siècle. Son parc s'étend de la Via Antica Romana à la mer. En 1815, elle accueillit le pape Pie VII fuyant Rome pendant les Cent-Jours de Napoléon, lorsque Joachim Murat avait attaqué les États pontificaux.
En 1889, elle fut achetée par Lorenzo Quartara, maire de la municipalité de Quarto, qui en 1902 la fit agrandir avec une grande aile, décorée de fresques de Luigi Morgari et modifia le parc avec un dessin géométrique spectaculaire. Après le 8 septembre 1943, le bâtiment fut réquisitionné et utilisé comme siège du commandement militaire allemand et dans cette circonstance le parc fut dégradé avec la construction d'installations militaires.

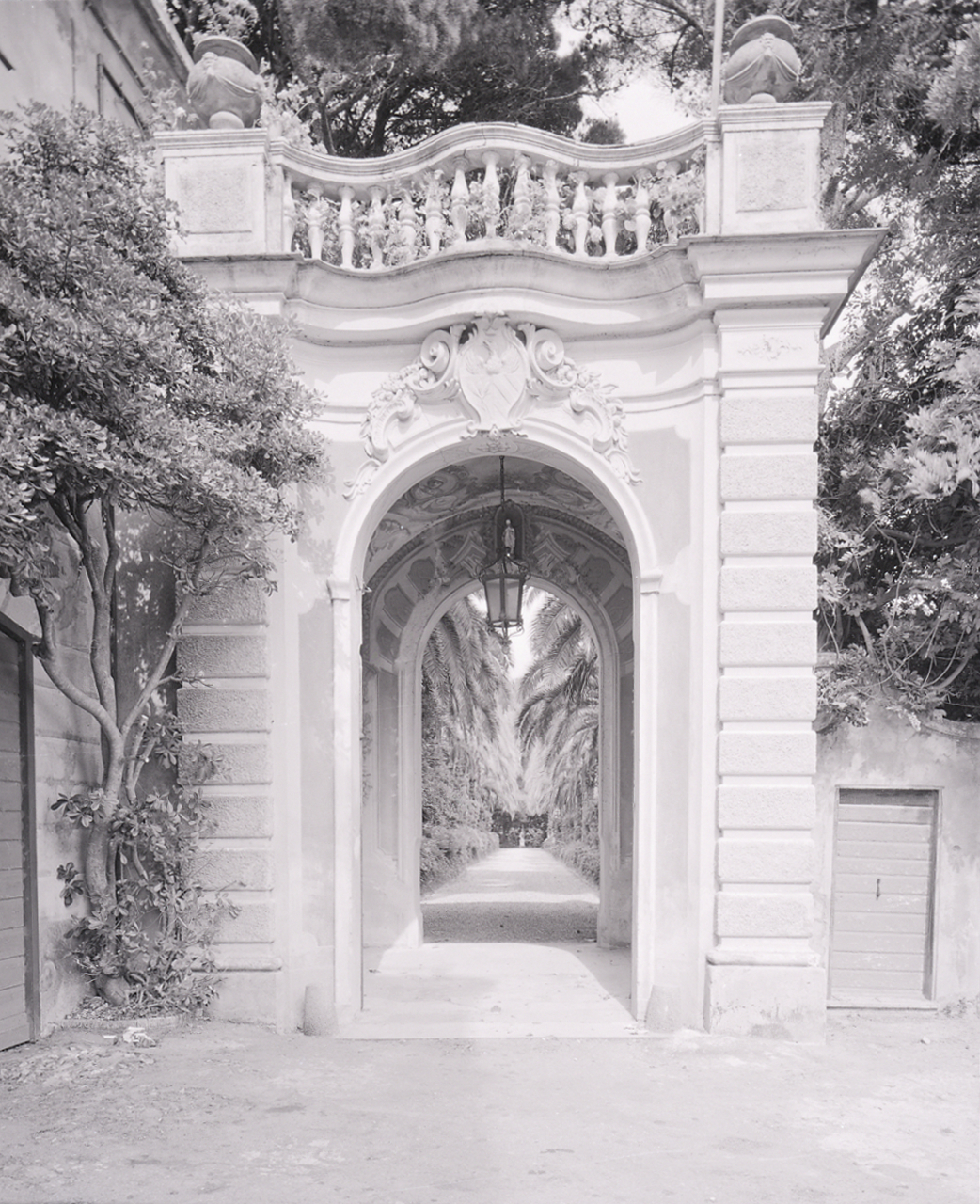
Détail du bâtiment d'après une photographie de Paolo Monti (1963).

En 1960, la villa fut donnée aux bénédictins qui officiaient dans la paroisse voisine de Santa Maria della Castagna, qui y installèrent leur bibliothèque. Elle alla finalement à la Fondazione Gaslini, l'actuel propriétaire, qui en fit le siège du Centre international d'études et de formation Germana Gaslini,,.